# Helena Douglas
Helena Douglas es un personaje de la serie de videojuegos de lucha Dead or Alive, ha aparecido en todas las entregas de la saga a partir de Dead or Alive 2.

## Historia

### DOA 2
Helena es hija de Fame Douglas, el promotor del primer torneo Dead or Alive, y de María, una soprano de ópera reconocida mundialmente, y su vida era tranquila hasta poco tiempo antes del torneo de artes marciales Dead or Alive 2. Todo comenzó cuando su padre Fame Douglas junto a Victor Donovan crearon el Proyecto Epsilon, el cual era una clonación genética del ninja Hayate cuyo objetivo era formar al guerrero más poderoso del mundo, después de este acontecimiento por extrañas razones Victor contrató a un asesino profesional para que matara a Fame, debido a esto Helena quedó sin padre. Poco después cuando ensayaba junto a su madre en un auditorio donde más tarde habría un concierto de ambas alguien desconocido apuntó con un rifle francotirador a Helena desde el piso de arriba, pero su madre al ver que el disparo mataría a su querida hija interfirió el paso de la bala y murió. Ahora Helena había quedado sin familia y por esto decidió encontrar al culpable, en su búsqueda se enteró de que el asesinato de sus padres estaba relacionado con el campeonato de combate Dead or Alive y decidió participar en la segunda edición de este para cobrar venganza. Ya participando en este, recordó el momento de la muerte de su madre lo que la llenó de valor, se enfrentó a Ein, y le mencionó que él era el Proyecto Epsilon y al no saber de que se trataba este porque había perdido la memoria Helena se dio cuenta de que todo en la compañía de su padre se había salido de control y se lo dijo, después lo derrotó, más tarde encontró a Gen Fu y le preguntó que hacía en este torneo él: un maestro de combate legendario, a lo que le respondió que necesitaba dinero, pero esto no le importó y lo derrotó. En las finales encontró a Ayane quien burlonamente le dijo que para que había llegado hasta a ella dándole a entender que era la asesina de su madre, Helena le preguntó si ella era la responsable pero Ayane contestó diciendo que tal vez si o tal vez no, furiosa Helena la derrotó y sintió como había vengado justamente la muerte de su madre.

### DOA 3
Al ser la única familiar con vida de Fame Douglas fue capturada por Victor Donovan, el enemigo y responsable de la muerte de su padre y su compañía DOATEC, tras ser capturada la encarcelaron diciéndole que la liberarían si gana el torneo Dead or Alive 3 motivo por el cual sin elección personal Helena peleó por segunda vez en este torneo. Además Donovan contrató a Christie, una asesina para que vigilara a Helena mientras competía, el tiempo pasó y ya había llegado a las finales así que Donovan pidió a Christie que la enfrentara y derrotara, al ver Helena que su vigilante ahora quería derrotarla se sorprendió bastante por lo que sin más remedio Christie tuvo que aceptar que había sido contratada por Donovan para detenerla, sin embargo Helena ganó el combate y recuperó su libertad.

### DOA 4
Ahora que Helena tomó el control de la corporación de su padre volvió a participar en Dead or Alive, en el torneo se encontró Bayman a quien le propone que mate a Victor Donovan a cambio de una recompensa, este le dijo que no quería dinero, sino que ella le muestre su verdadera determinación, sin llegar a ningún trato Helena derrotó a Bayman. Más tarde un grupo de ninja comandados por Hayate atacaron las instalaciones de DOATEC casi destruyéndolas, en ese momento Helena derrotó a Lisa la que le pidió que no atacara a los invasores, pero no le hizo caso. Después de derrotarla decidió activar la autodestrucción de la compañía porque tenía ya serios daños ocasionados por los ninja y en el camino encontró a Christie a la que le dijo que se fuera, que no tenía nada que hacer allí, que salvara su vida, Christie, con una risa sarcástica le dijo que parecía que no se había dado cuenta de quién era ella realmente y se dejó revelar por sí misma como la asesina de su madre, Helena enfurecida derrotó a Christie y después salió de la compañía con lágrimas en los ojos recordando todo lo que había vivido, activó la autodestrucción del edificio mientras aceptaba que iba a morir porque no le daría tiempo salir de ahí, Kasumi intentó salvarla pero no pudo hacer nada debido a que Ayane la detuvo. Cuando Helena ya iba a quemarse en medio de las llamas llegó Zack con un helicóptero a su rescate por lo que sale viva de ahí y regresó ilesa a su casa.

## Recepción
Helena ha recibido en su mayoría críticas positivas y recepción pública. Hilary Goldstein de IGN se entusiasmó en 2004: "Amamos a Helena porque es la pateadora por defecto. Además, su estadio en casa, la Casa de la Ópera en llamas, se encuentra entre las mejores en DOA Ultimate. Helena también es la única chica de la serie que tiene una belleza clásica para ella. Los demás juegan con la vibra de la escuela asiática que los hombres aman, pero Helena tiene más clase (y pecho, seguro) a su favor... la falta de atuendo la hace la mejor vestida". El sitio describió a Helena como "hermosa" y una "zorra francesa con clase". La revista oficial de Dreamcast comentó que Helena demostró que el estereotipo de la "chica de la ópera gorda" era FileFront la incluyó entre las mejores chicas de videojuegos de todos los tiempos en 2007. En 2014, el sitio brasileño GameHall's 'Portal PlayGame' clasificó a Helena como el personaje femenino de vídeo-XI más atractiva, considerando su "el más hermosa "en general en la serie. Helena fue elegido como el DOA personaje décimo-series más populares en una encuesta del ventilador realizado por Koei Tecmo en 2014, pero mientras que ella era uno de los personajes votadas por los fanes para calificar para Dead or Alive 3 Xtreme, se Terminó el último (noveno) con el menor porcentaje de votos.
Ludwig Kietzmann, de Joystiq , cuestionó "las prácticas de Helena Douglas, una supuestamente directora ejecutiva francesa que se viste para el sensual cabaret y, literalmente, golpea a sus empleados". AJ Glasser, de Kotaku, declaró a María la "mejor mamá" en los juegos de lucha", porque nada dice" Mamá te quiere "como llevar una bala de francotirador al corazón". Sin embargo, el sitio incluyó a Fame Douglas entre los peores padres de los videojuegos. "La fama golpea a un cantante de ópera de fama mundial y luego no se casa con ella; pero deja a su hija en su compañía, DOATEC, después de ser asesinado. ¡Gracias, papá!" Helena fue nombrada una de las siete mejores "chicas más calientes" en 2009. Su escena de lucha con Christie se ubicó en el undécimo lugar entre dieciocho de las "mejores peleas cinematográficas de chicas con chicas" clasificadas por los fanáticos en una encuesta en línea realizada en 2012 por JoBlo.com.

## Apariciones
- Doa 2:PlayStation 2.
- Doa Hardcore:PlayStation 2.
- Doa 3:Xbox.
- Doax 1:Xbox.
- Doa Ultimate:Xbox.
- Doa 4:Xbox 360.
- Doax 2:Xbox 360.
- Doa Paradise:PSP.
- Doa Dimensions:Nintendo 3DS.